# Stellifer wintersteenorum
Stellifer wintersteenorum är en fiskart som beskrevs av Chao 2001. Stellifer wintersteenorum ingår i släktet Stellifer och familjen havsgösfiskar. IUCN kategoriserar arten globalt som otillräckligt studerad. Inga underarter finns listade i Catalogue of Life.